# Monastero di Sant'Anna in Camprena

Emanuele Repetti, nel Dizionario Geografico Fisico Storico della Toscana, indica l'origine del toponimo Camprena, con il quale è identificato il monastero di Sant'Anna, da Campus Arenæ (in italiano: campo d'argilla): la zona in cui sorge il monastero è al limitare delle Crete Senesi.
Il monastero di Sant'Anna in Camprena è un ex complesso monastico olivetano situato nell'omonima località, all'interno del territorio del comune di Pienza, in provincia di Siena.
Attualmente il monastero è adibito ad agriturismo gestito dalla diocesi di Montepulciano-Chiusi-Pienza, mentre l'annessa chiesa, consacrata, è sede della parrocchia di Sant'Anna in Camprena.

## Storia
Nel 1324, San Bernardo Tolomei, fondatore dell'abbazia di Monte Oliveto Maggiore e dell'omonima Congregazione benedettina, fondò nei pressi di Castelmuzio un romitorio nei terreni donati dalla nobile senese Uguccia de Ragnoni che lì possedeva un palazzo fortificato. Nel 1334 un gruppo di monaci provenienti dall'abbazia di Monte Oliveto instaurò nel romitorio un vero e proprio monastero.
La costruzione del nuovo monastero, dipendente da Monte Oliveto, venne avviata soltanto agli inizi del XV secolo e si protrasse fino al 1517; nello stesso anno, si ebbe la consacrazione della chiesa, dedicata a Sant'Anna. Il complesso fu oggetto di restauri anche nei secoli XVII e XVIII.
Nel 1784 il monastero venne soppresso e divenne sede di una parrocchia della diocesi di Pienza dipendente dalla pieve di Santo Stefano a Cennano, presso Castelmuzio, e l'edificio un tempo abitato dai monaci divenne la canonica. Nel 1833, la parrocchia contava 108 abitanti.
Dopo esser stata residenza estiva del seminario di Pienza, alla fine del XX secolo il monastero è divenuto un agriturismo gestito dalla diocesi di Montepulciano-Chiusi-Pienza.
Nel 1996 sono state girate all'interno del monastero alcune scene del film Il paziente inglese, diretto da Anthony Minghella.

## Descrizione
Il complesso monastico di Sant'Anna in Camprena è formato dalla chiesa abbaziale, dal monastero ad essa adiacente e dal piccolo cimitero, posto alle spalle della chiesa.

### Chiesa
La chiesa, dedicata a Sant'Anna, madre di Maria (madre di Gesù), venne terminata e consacrata nel 1517, mantenendo nei secoli successivi le sue caratteristiche originarie.

#### Esterno

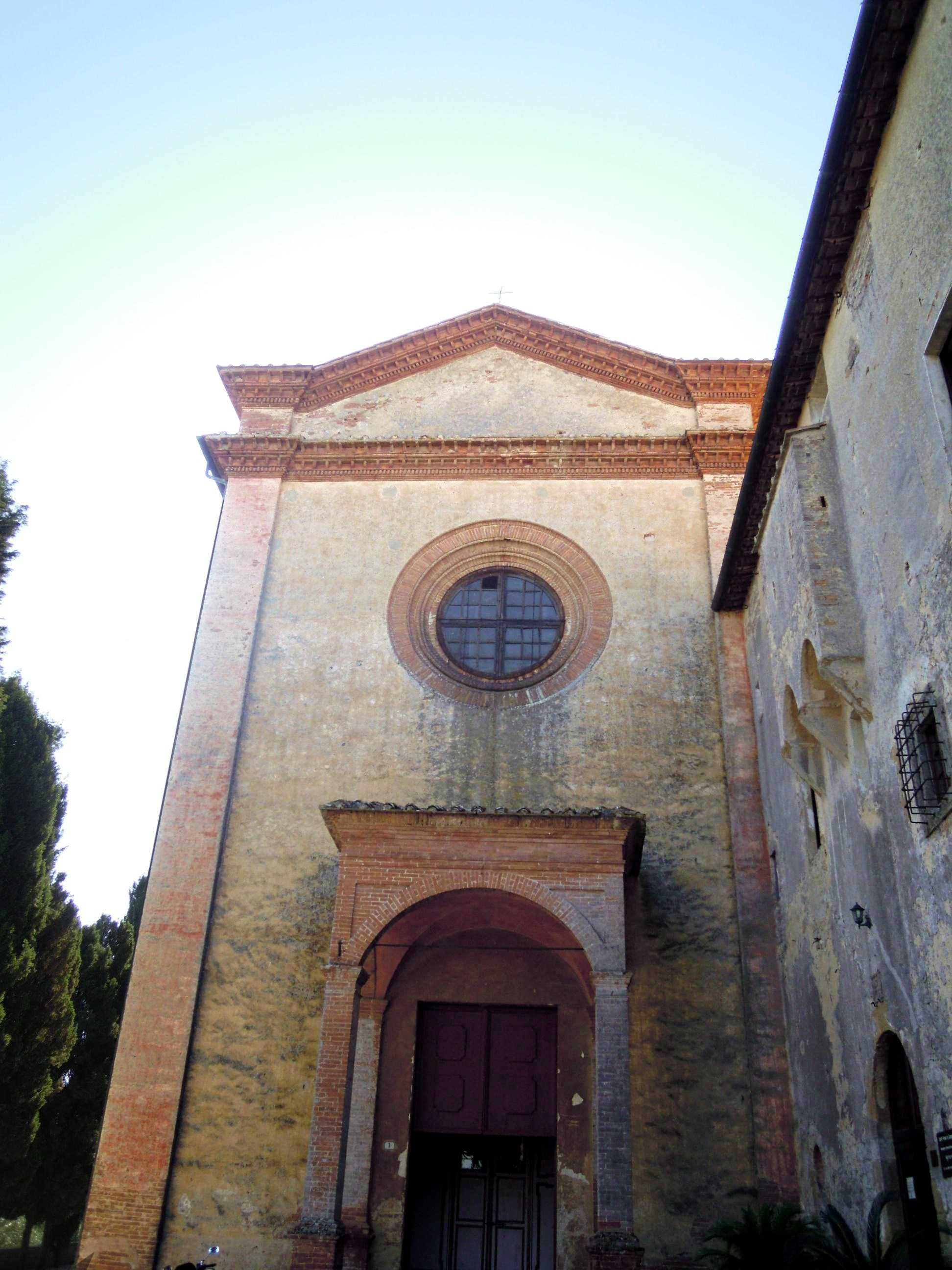
Facciata della chiesa

La facciata della chiesa, stretta fra due lesene in laterizio e rivestita d'intonaco chiaro, è a capanna ed è preceduta da un sagrato rettangolare, sul quale si affaccia anche il monastero. Il portale d'ingresso, unico e privo di lunetta o cornice, è a due battenti lignei con semplici rilievi. Dinnanzi ad esso si trova un protiro in laterizio, a pianta quadrangolare, coperto con volta a crociera sorretta da quattro pilastri. Nella parte superiore della facciata si apre un rosone circolare leggermente strombato; termina in alto con un frontone triangolare ed un doppio cornicione.
Le fiancate della chiesa e il transetto sono privi di elementi decorativi e presentano, come la facciata, un paramento murario d'intonaco chiaro alternato a lesene in laterizio. Al centro di ciascuna delle due facciate del transetto, prive di frontone, si apre un rosone circolare strombato.
Lungo il fianco sinistro della chiesa, si eleva la torre campanaria quattrocentesca. Essa, a pianta quadrata, presenta nella parte inferiore delle finestre a feritoia e, in quella superiore, la cella campanaria. Essa si apre su ciascuno dei quattro lati con una bifora a tutto sesto sorretta, al centro, da un pilastrino. La copertura del campanile è in cotto.

#### Interno

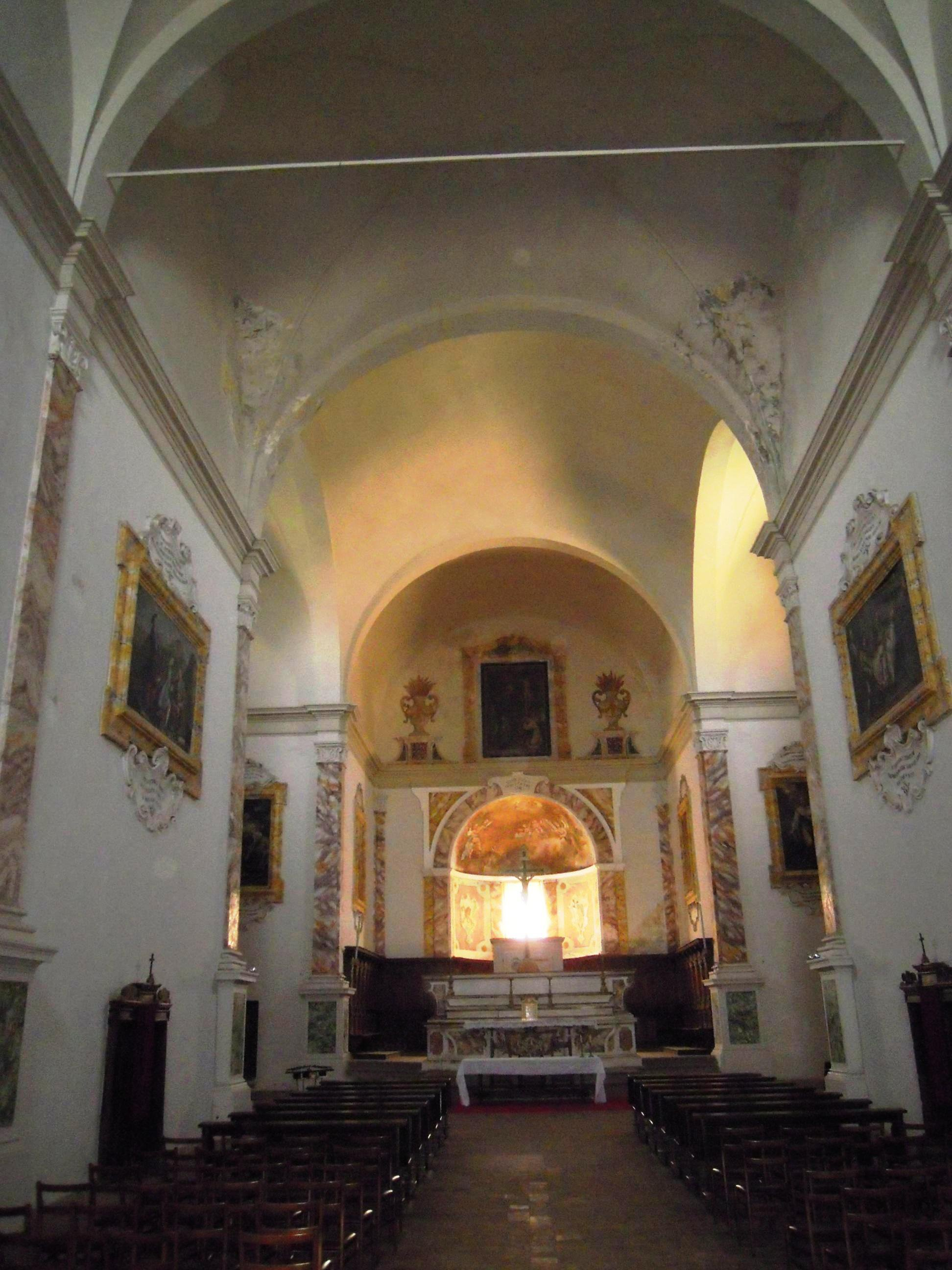
Interno della chiesa

L'interno della chiesa è a pianta a croce latina, con unica navata, transetto sporgente e coro quadrangolare con piccola abside semicircolare.
Il piedicroce è formato dall'unica navata; essa è priva di cappelle laterali e si articola in tre campate rettangolari coperte con volta a crociera e intervallate da archi a tutto sesto alla base dei quali si trovano due lesene composite dipinte a finto marmo. A ridosso della controfacciata, vi è un'elaborata bussola barocca in legno dipinto.
Il capocroce è composto dalla crociera, coperta con volta a vela, dal coro e dai due bracci del transetto, ognuno dei quali ospita, a ridosso della parete fondale, un altare barocco in stucco dipinto a finto marmo. L'altare di destra è sormontato da un quadro raffigurante Santa Scolastica e l'Angelo, mentre quello di sinistra da un quadro raffigurante la Madonna in trono col Bambino e Sant'Anna fra due monaci olivetani genuflessi, copia di uno degli affreschi del Monastero di Sant'Anna in Camprena#Refettorio#refettorio. Nel braccio sinistro del transetto, incassato nella parete, vi è il fonte battesimale. Il presbiterio accoglie l'altare maggiore in stucco dipinto a finto marmo. Al di sopra di esso vi è un Crocifisso ligneo barocco. Lungo le pareti del coro, a pianta quadrata e con volta a crociera, e della piccola abside semicircolare, si trovano gli stalli lignei del XVI secolo. Nel catino absidale è raffigurata la Colomba dello Spirito Santo fra una gloria di angeli.
Lungo le pareti della chiesa vi sono tredici tele seicentesche raffiguranti Scene della vita di San Bernardo Tolomei.

#### Organo a canne

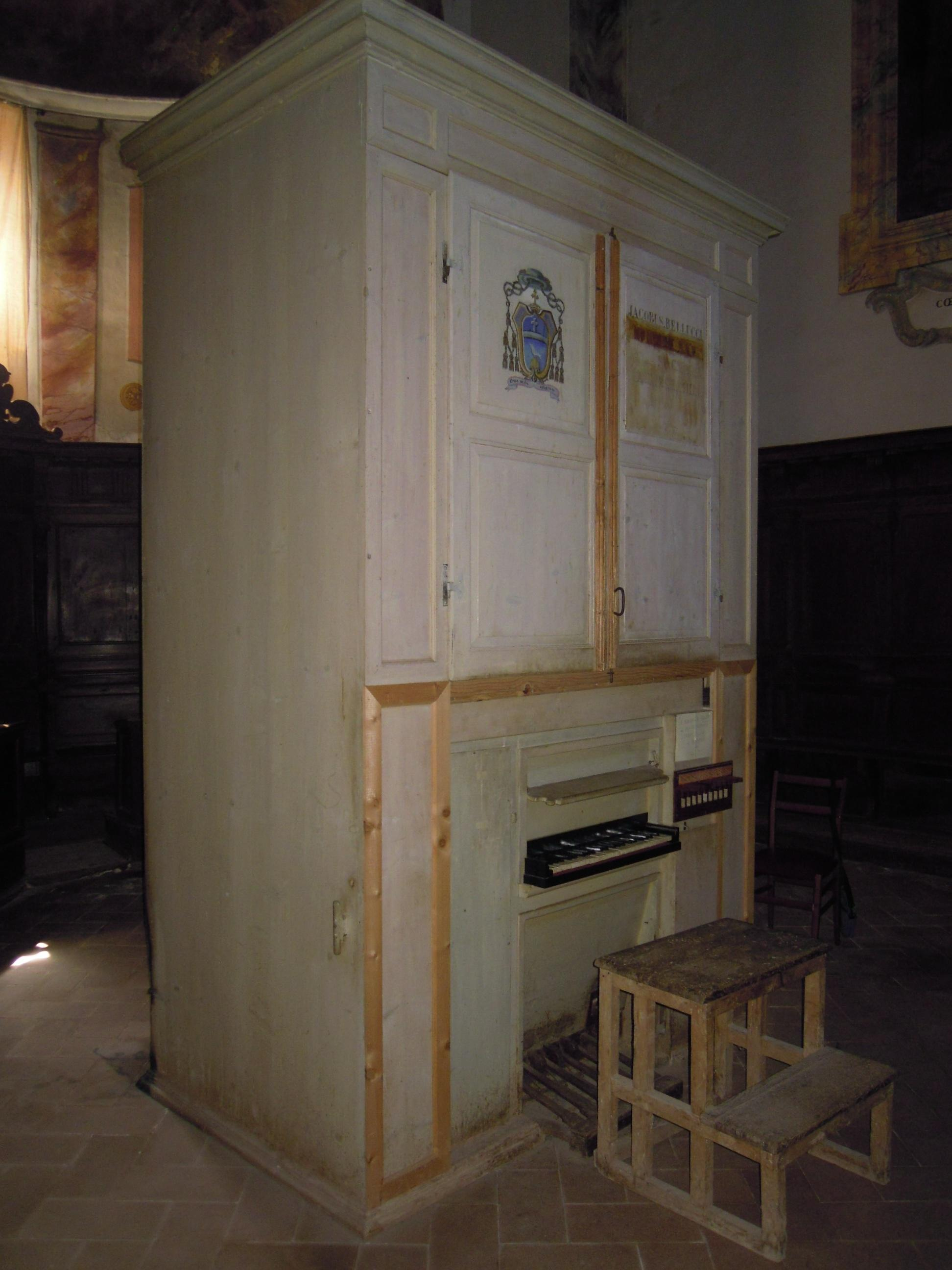
L'organo a canne

Al centro del coro, a pavimento, si trova l'organo a canne, costruito nel 1788 da Filippo Tronci per la chiesa di San Francesco di Fiesole ed acquistato nel 1914 dal vescovo di Chiusi e Pienza Giacomo Bellucci e in tale occasione restaurato da Onofrio Bruschi.
Lo strumento è racchiuso entro una cassa lignea verniciata di bianco con modanature e specchiature; la mostra, composta da canne di principale, è chiusa da due portelle recanti quella di sinistra lo stemma del vescovo Bellucci, quella di destra il cartiglio con l'anno dell'acquisto da parte del vescovo e il nome del donatore.
La consolle, a finestra, ha un'unica tastiera di 47 note con prima ottava scavezza ed una pedaliera a leggio scavezza di 9 note (la decima aziona il Timpano a tre canne, ma solo a Contrabassi inseriti), costantemente unita al manuale; alla destra della pedaliera si trovano i pedaletti per la Terza mano e del Tiratutti del Ripieno. I registri sono azionati da manette a scorrimento verticale che si trovano alla destra della tastiera.
Il sistema di trasmissione è integralmente meccanico sospeso, con alimentazione manuale dell'aria.

### Monastero

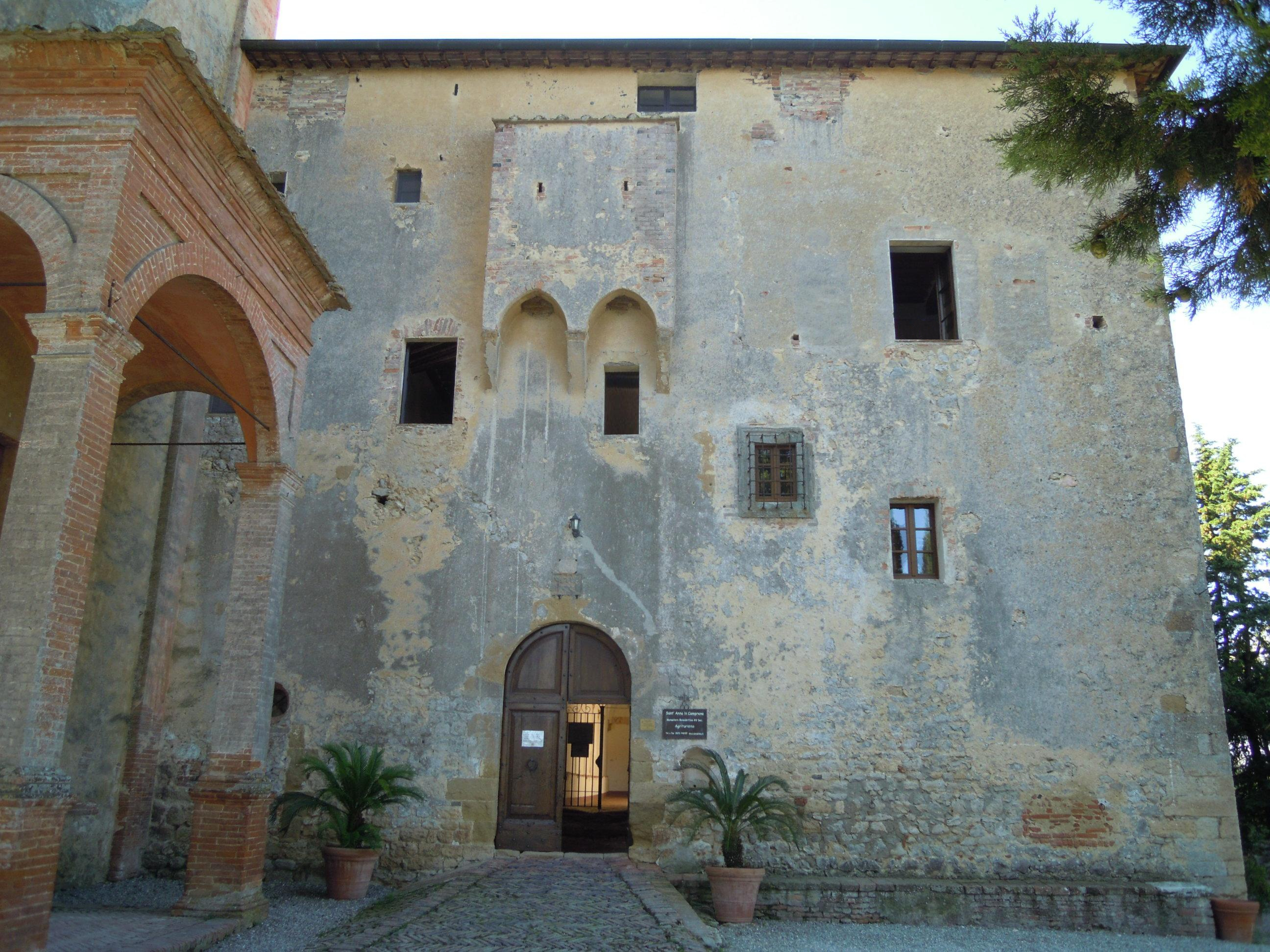
La facciata del monastero

Il monastero sorge alla destra della chiesa, ad esso adiacente.
La sua facciata principale dà sul lato lungo del sagrato ed è priva di particolari decorazioni. Essa è caratterizzata da finestre rettangolari di varie dimensioni disposte asimmetricamente. Nella parte inferiore, si apre il portone d'accesso con arco a tutto sesto, con doppio battente ligneo. Nella parte superiore, in corrispondenza del portone, vi è un corpo sporgente poggiante su due archi pensili ogivali sorretti da mensole.
Il monastero si articola intorno al chiostro, terminato nel 1501 e rimaneggiato nel XVIII secolo. Esso è a pianta rettangolare e le quattro gallerie, coperte con volta a botte, si affacciano sulla corte centrale con finestre chiuse da elaborate inferriate. Nell'angolo meridionale, vi è la vera da pozzo rinascimentale.
Alle spalle del monastero, si trova un ampio giardino, delimitato da un muro, al centro del quale si trova una fontana circolare.

#### Refettorio

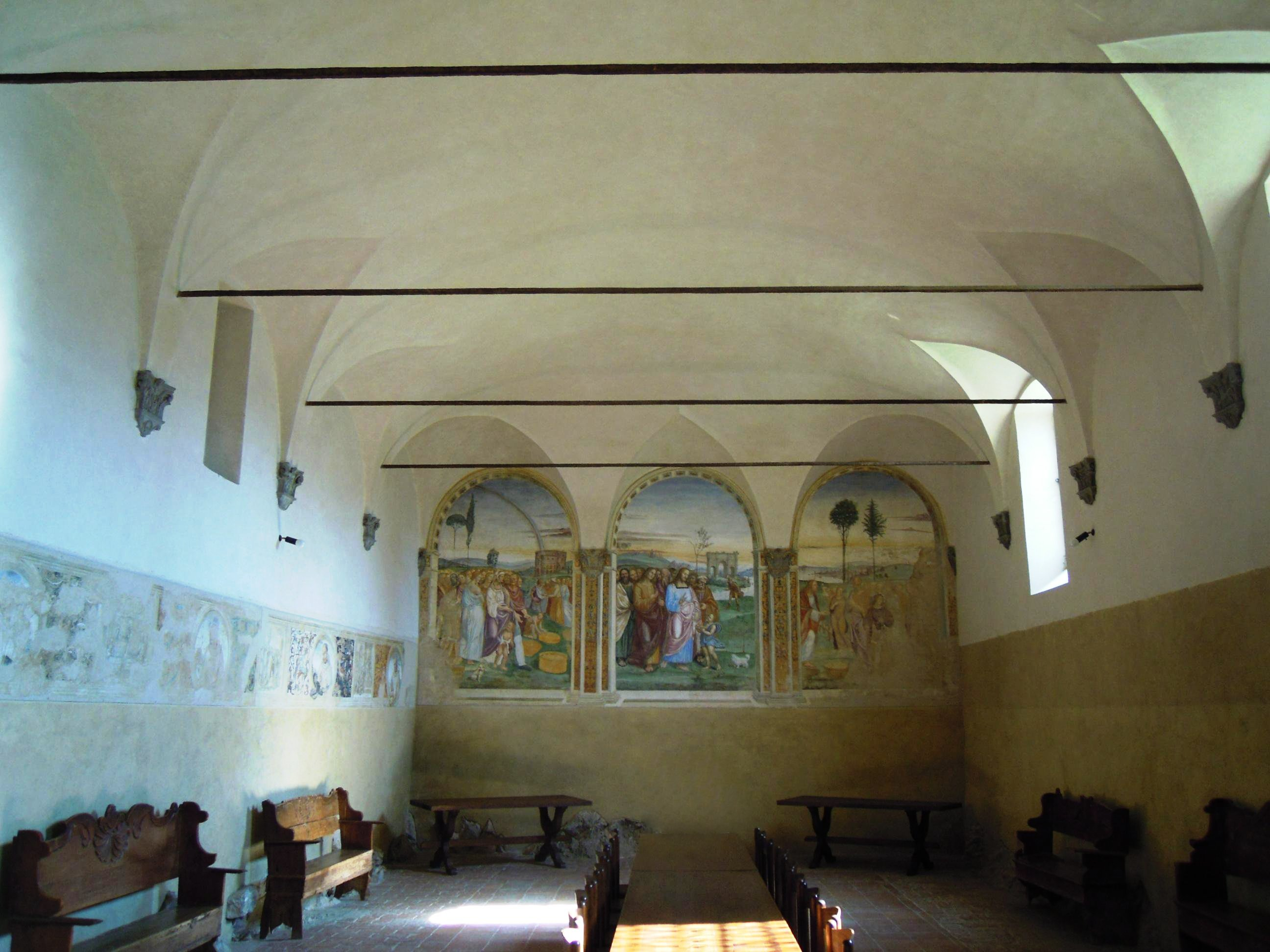
Il refettorio

Lungo la galleria sud-orientale del chiostro, si apre un ambiente che dà sul refettorio. La sala, a pianta rettangolare, è coperta con volta a botte lunettata con tre lunette su ciascun lato corto e sette sui lati lunghi. Le due pareti d'ingresso e fondale sono decorate con affreschi di Giovanni Antonio Bazzi detto Il Sodoma, autore anche della decorazione a grisaille delle pareti laterali con Busti di Santi e Storie della vita di Sant'Anna e grottesche.
Gli affreschi del refettorio vennero realizzati a partire dal 10 luglio 1503 e terminati verso la metà dell'anno successivo. Un restauro conservativo è stato condotto nel 1970 come recita una lapide all'interno del refettorio stesso.
Gli affreschi della parete d'ingresso sono separati da lesene corinzie dipinte con capitelli in rilievo, ed hanno i seguenti soggetti: a sinistra San Benedetto in trono in abiti pontificali tra monaci olivetani; al centro il Compianto sul Cristo morto; a destra la Madonna in trono col Bambino e Sant'Anna fra due monaci olivetani genuflessi. Il sottarco della porta d'ingresso è affrescato con il Volto del Redentore clipeato fra grottesche. La parete di fondo, invece, presenta l'unico affresco con la Moltiplicazione dei pani e dei pesci tripartito da lesene.

### Cimitero
Il cimitero del monastero è situato a sud-est della chiesa, da essa distaccato. Il camposanto, con sepolture a terra e a pianta rettangolare, è circondato da un alto muro in pietra, con un unico ingresso sulla parte anteriore chiuso da un cancello in ferro battuto. Sul lato opposto, vi è la cappella, in stile neogotico, con semplice facciata a capanna.